# Кауфмане-Пампура, Майя Вольдемаровна
Майя Вольдемаровна Кауфмане-Пампура (в девичестве Кауфмане 7 Ноября 1939) — советская гребчиха. Вместе с Дайной Швейц выиграла три Чемпионата Европы по академической гребле в двойках распашных в 1963—1965 годах. Заслуженный мастер спорта СССР 1965 (академическая гребля).